# Valeria Ortega

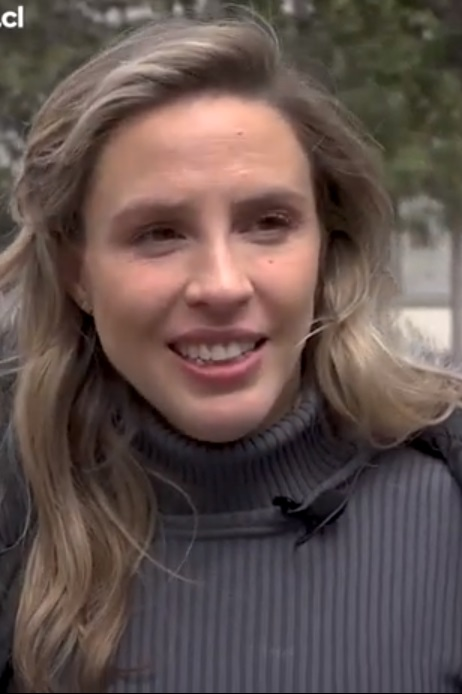
Valeria Muriel Ortega Schettino, est journaliste et animatrice de télévision chilienne.

Valeria Muriel Ortega Schettino, née le 30 août 1986 à Concepción, est une journaliste et animatrice de télévision chilienne.

## Télévision

### Émissions de télévision
| Année     | Titre             | Rôle                                                     | Télédiffuseur |
| --------- | ----------------- | -------------------------------------------------------- | ------------- |
| 2007      | El Gallinero      | Animatrice                                               |               |
| 2009-2010 | Calle 7           | Participante (2009-2010) Présentatrice du webshow (2010) | TVN           |
| 2011      | Cubox             | Animatrice                                               | Canal 13      |
| 2011-2012 | Bienvenidos       | Panéliste                                                | Canal 13      |
| 2011      | Quiero Mi Fiesta  | Animatrice du webshow                                    | Canal 13      |
| 2014      | Algo está pasando | Animatrice                                               | Chilevisión   |